# Гари Синийс
Гари Алън Синийс (на английски: Gary Alan Sinise) е американски актьор, режисьор и музикант.
Той е роден на 17 март 1955 година в Блу Айлънд, Илинойс. Учи в Илинойския щатски университет, а през 1974 година става един от основателите на театъра „Степънулф Тиътър Къмпъни“ в Чикаго. Има успех в киното и телевизията с роли като Джордж Милтън в „За мишките и хората“ („Of Mice and Men“, 1992), лейтенант Дан Тейлър във „Форест Гъмп“ („Forrest Gump“, 1994), за която е номиниран за Оскар за поддържаща роля, главната роля в „Труман“ („Truman“, 1995), за която получава награда Златен глобус. Гари Синийс играе Кен Матингли в Аполо 13 (1995) и детектив Джими Шейкър в Ransom (1996).
В телевизията той е играл детектив Мак Тейлър в сериите CBS CSI: NY (2004 – 13) /От местопрестъплението: Ню Йорк (2004 – 2013)", Сид във Фрейзър и Джордж К. Уолъс в телевизионния филм „Джордж Уолъс“ (за който спечели „Еми“).
От 2016 до 2017 г. Синийс участва, като специален агент Джак Гарет в „Криминални умове: Отвъд границите“.
Той е привърженик на различни ветерански организации и основава групата на лейтенант Дан, която свири по военни бази по света.
Синийс се появи в други филми, включително Зелената миля (1999) и Impostor (2002).

## Избрана филмография
- Форест Гъмп (1994)
- Аполо 13 (1995)
- Бърз или мъртъв (1995)
- Откуп (1996)
- Змийски очи (1998)
- Зеленият път (1999)
- Мисия до Марс (2000)
- Големият заговор (2004)
- Ловен сезон (2006)